# Дейвис, Алан (политик)
Томас Алан Риз Дэйвис (англ. Thomas Alun Rhys Davies, род. 12 апреля 1964, Тредегар, Уэльс) — политик в партиях Welsh Labour и Co-operative. После начала своей карьеры в Партии Уэльса он присоединился к Лейбористской партии Великобритании. Алан был членом Национальной ассамблеи Уэльса с 2007 года, представляя сначала Центральный и Западный Уэльс. Он также бывший Уэльский консультант по общественным делам.

## Биография
Алан родился в Тредегаре и учился в общеобразовательной Тредегарской школе при Университете Аберстуита. Он был вовлечён в студенческую политику и был выбран Президентом Национального Объединения Студентов Великобритании. Сначала Алан работал как участник кампании по защите окружающей среды во Всемирном фонде дикой природы, а позже как борец с бедностью в Оксфаме во время его проезда в Руанде и бывшей Югославии.

## Профессиональная карьера
Алан работал публичным и корпоративным консультант по общественным делам в «Хайдер», который сочетал в себе основным коммунальные услуги Уэльса. Он специализировался в их инвестиционной программе. Впоследствии Алан Дэйвис стал Директором по связи с общественностью в Управлении атомной энергии Великобритании, а позже занял должность Директора по корпоративным вопросам на уэльском телеканале S4C.

## Политическая карьера

### Национальная ассамблея Уэльса
13 мая 2011 года Алан стал Заместителем министра сельского хозяйства, продовольствия, рыболовства и европейских программ в Правительстве Уэльса.
14 марта 2013 года он был назначен Министром природных ресурсов и продовольствия в Правительстве Уэльса, а 8 июля 2014 года был уволен с этой должности.
В мае 2016 года он был переизбран как Член Ассамблеи в Блайнай-Гвенте и был повторно назначен в Правительстве Уэльса Министром образования и валлийского языка.